# Oracze
Oracze est un village polonais du district administratif d'Ełk, dans le powiat d'Ełk, voïvodie de Varmie-Mazurie, au nord-est du pays.
Il est situé à environ 6 km au nord d'Ełk et à 121 km à l'est de la capitale régionale Olsztyn.